# To rob Peter to pay Paul

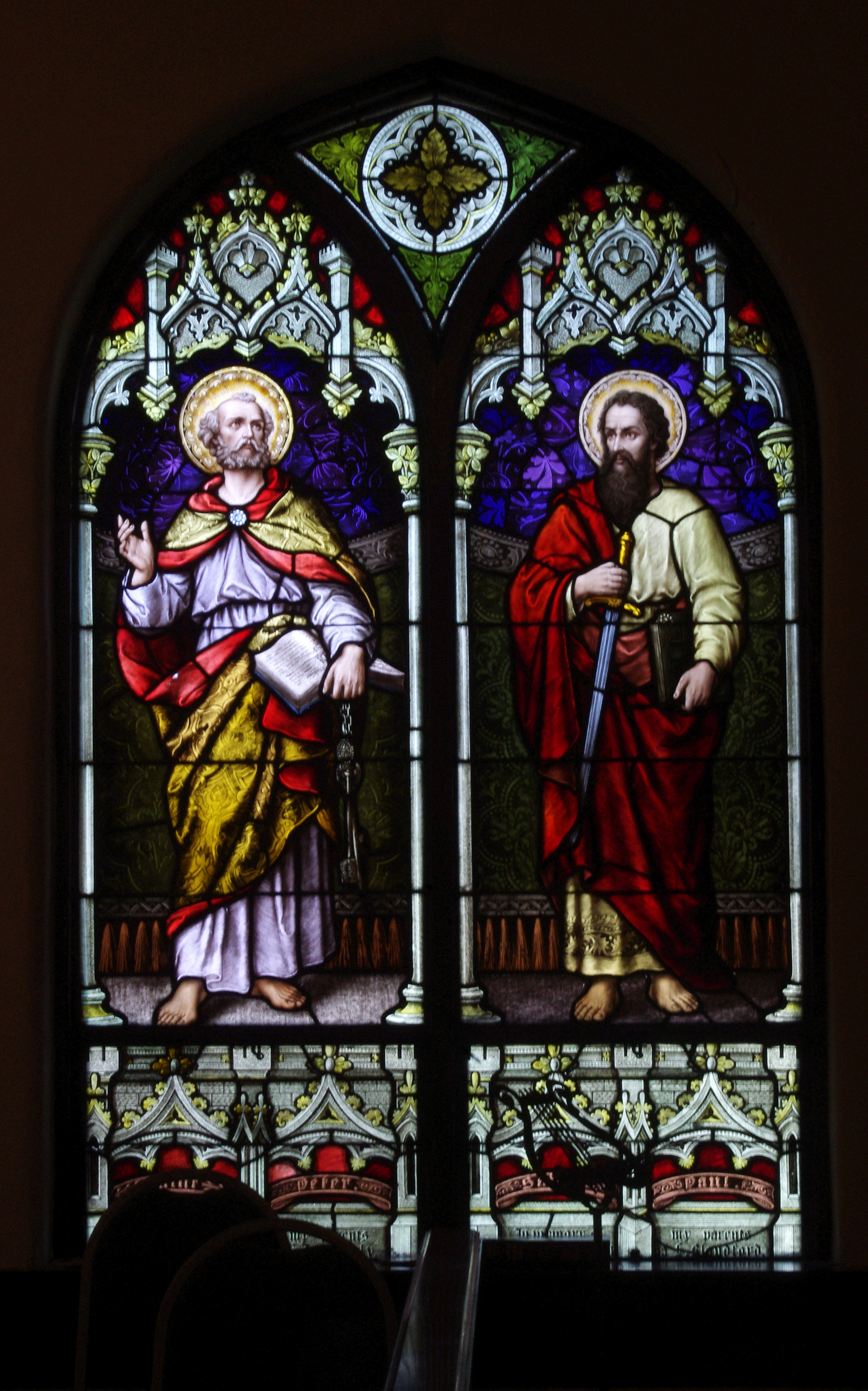
聖ペトロと聖パウロがセットで描かれたステンドグラス

"to rob Peter to pay Paul"（トゥー・ロブ・ピーター・トゥー・ペイ・ポール、ペトロから奪ってパウロに払う）は英語のことわざで、他人から奪った（またはもらった）ものを他の人に与えるという意味である。特に、負債を解消するために他の人から別の負債を追うという意味で使われ、日本語では「借金をして借金を返す」と意訳されることがある。また、自転車操業やポンジ・スキームの説明としても使われる。"to borrow from Peter to pay Paul"（ペトロから借りてパウロに払う）、"to unclothe Peter to Cloth Paul"（ペトロの服を剥いでパウロに着せる）など、別の形でも使われる。多くの言語に、同様のフレーズがある。"Maneuvering the Apostles"（使徒の仕草）という言葉が同じ意味で使われる。"Rob Peter to pay Paul"は、パッチワークの千鳥格子の別名でもある。
イギリスの民間伝承では、16世紀中ごろのイングランドにおいて、聖ペトロ教会修道院（現在のウエストミンスター寺院）が特許状によって大聖堂となったが、その10年後、ウェストミンスター教区がロンドン教区に吸収され、聖ペトロ教会修道院の資産が聖パウロ大聖堂の修理のために使われたことに由来すると言われている。しかし、実際にはこのフレーズは、少なくとも14世紀後半には使われている。
このフレーズは中英語に由来し、元々はトム、ディック、ハリーのような一般的な名前が使われていたが、後にピーター（ペトロ）とポール（パウロ）に置き換えられ、キリスト教の聖人である聖ペトロと聖パウロに関連付けられて宗教的な意味を持つようになったものとみられる。この2人はキリスト教神学において関連しており、キリスト教美術においてもよく一緒に描かれている。同じ日に殉教しているため、聖名祝日が「聖ペトロとパウロの祝日」（6月29日）としてまとめられている。また、名前が韻を踏んでいる。この表現が生まれた中世のイングランドには、この2人に捧げられた教会が多数あった。中世のイングランドの住民の大半はカトリック教徒であり、この2人の名前をセットで聞くことはよくあったものと考えられる。
イギリスの作家ラドヤード・キップリングは、富の再分配や集団主義を批判するために、自作の詩"The Gods of the Copybook Headings"（コピーブックの見出しの神）の中で、この表現をもじって"Robbing selected Peter to pay for collective Paul"（選ばれたペトロから奪って集団的なパウロに払う）と書き、保守党選挙対策本部の「カテキズム」にこれを取り入れるべきだと主張した。